# کایلا میراکل
کایلا میراکل (به انگلیسی: Kayla Miracle،  زادهٔ ۲۶ آوریل ۱۹۹۶) یک کشتی‌گیر آزادکار اهل آمریکا است. وی سابقه حضور در المپیک ۲۰۲۰ توکیو و المپیک ۲۰۲۴ پاریس را دارد.
از افتخارات وی می‌توان به کسب دو مدال نقره مسابقات قهرمانی کشتی جهان ۲۰۲۱ و مسابقات قهرمانی کشتی جهان ۲۰۲۲ اشاره کرد.